# Consortium for Small Scale Modeling
El Consortium for Small Scale Modeling (COSMO) és un consorci format l'octubre de 1998 amb l'objectiu de desenvolupar, millorar i mantenir un model no hidroestàtic d'àrea limitada, d'utilitat tant per a la recerca com per a l'operativa.
Set serveis meteorològics cooperen a través d'aquest consorci. En concret, es tracta del Deutscher Wetterdienst (DWD) d'Alemanya, MétéoSuisse de Suïssa, Ufficio Generale per la Meteorologia d'Itàlia, Servei meteorològic hel·lènic de Grècia, Institut de meteorologia i control de l'aigua de Polònia. Les institucions regionals o militars que hi participen són l'ARPA d'Itàlia i AWGeophys Amt for Wehrgeophysik d'Alemanya.
A través d'un acord amb aquest consorci, des de l'any 2012 el model COSMO s'integra a les computadores del Servei Meteorològic de Catalunya dos cops al dia, a les 00 i 12 TU, sobre dos dominis d'uns 7 i 3 km de pas de malla centrats a Catalunya. Els pronòstics al domini de 7 km arriben fins a les 72 h, mentre que el domini niat de 3 km té un abast de 48 h. El model COSMO s'utilitza a l'SMC com a model de suport en l'operativa diària.